# الاتصالات السلكية واللاسلكية في أوكرانيا

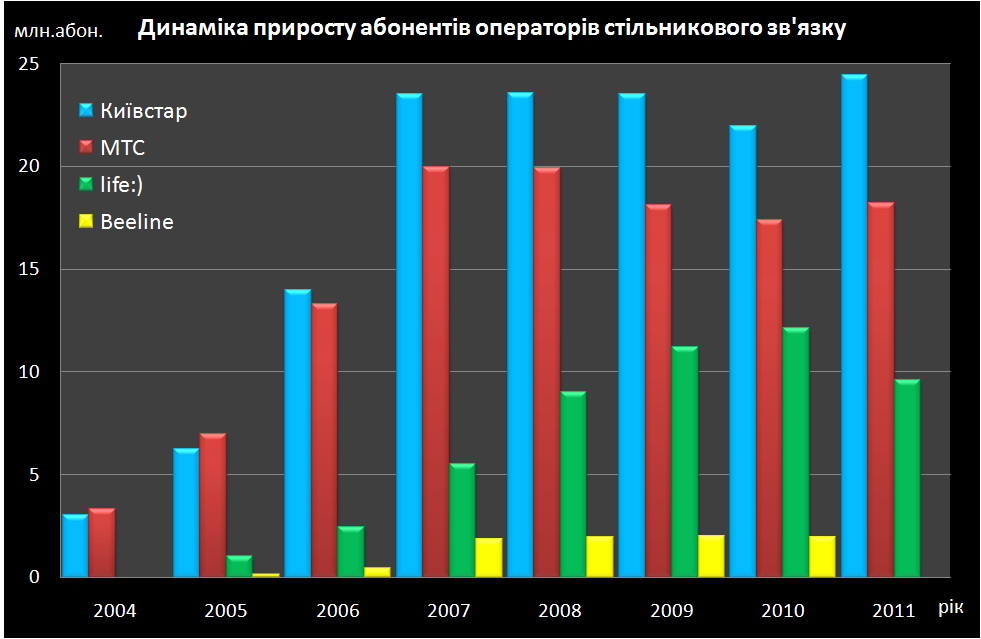
مشغل GSM في أوكرانيا: الجدول الزمني

الاتصالات السلكية واللاسلكية في أوكرانيا يعد التواصل اللاسلكي أحد أكثر قطاعات التواصل تطورا وذلك بسبب تنوعه وسرعة نموّه بالاقتصاد الاوكراني، وبعكس الدول التي تعطي الهيمنة للصناعات التصديرية تبقي أوكرانيا طرق التواصل اللاسلكي وقطاع الإنترنت المتعلق بها غير متأثر بالازمة الاقتصادية العالمية مما منحها مرتبة عالية بأوروبا والعالم.

## نبذة
يقود مجال التواصل اللاسلكي الاقتصاد الأوكراني إلى نزع الاحتكار وشركة أوكرتيليكوم (Ukrtelecom) التي كانت المزود الرئيسي للهواتف، ولفقد خُصخِصت والان تفقد حصتها في السوق للعديد من المستثمرين الاجانب المستقلين.
ويملك جميع سكان دولة أوكرانيا شبكة هاتف أو هاتف جوال أو كلاهما، ويتوفر الإنترنت بجميع انحاء الدولة داخل المدن وبممرات النقل الاساسية ويتوسع للوصول لمستوطنات اصغر. وتشدد خطة تطوير التواصل اللاسلكي في أوكرانيا تحسين خطوط الهاتف المحلية والشبكة الدولية وأنظمة الهواتف الخلوية.

## شبكة البيانات الدولية
تعد خطي الهاتف المحلية الجديده جزءً من نظام الالياف الضوئية الذي يعبر خلال اسيا وأوروبا وقد وصلت ثلاث خطوط أوكرانية في مشروع الالياف الضوئية الأوروبي الذي يربط 18 دولة أوروبية، وإضافتاً على ذلك تقدم الالياف الضوئية الروسية الأوكرانية التركية الاطالية خدمات دولية عبر كابل بحري ومحطات ارضية متصلة بأنظمة الاقمار الصناعية انتلسات (Intelsat) وانمارسات (Inmarsat) وانترسبتيك (Intersputnik).

## شبكة الهاتف الثابت
عدد خطوط الهاتف البرية قيد الاستعمال: 12.681 مليون خط بحسب إحصائية 2011، عَقِبَ حصول أوكرانيا على الاستقلال من الاتحاد السوفيتي في 1991 حصلت الدولة على شبكة هاتف مشابهه لتلك العامه ولكنها مهجوره وغير كافية وبحالة سيئة بالكثير من الاماكن، وبهذه الاثناء طغى الطلب على العرض بأكثر من 3.5 مليون منزل بإنتظار أن تصلهم خطوط هاتف، وقد أرتفعت كثافة الهواتف وتحسنت خطوط الهاتف المحلية منذ ذلك الحين، فتقريبا ثلث الشبكات الأوكرانية رقمية وغالبية المراكز الإقليمية تتمتع بمحطات للتحويل الرقمي، وتعد الشبكات المحلية متأخره على الرغم من التحسينات المستمره.
ولا تزال شركة أوكرتيليكوم هي المهيمنة على السوق على الرغم من وجود عدد من مزودي خدمة الشبكة الذين وجدوا لأنفسهم مكاناً في السوق.

## شبكات الهاتف المحمول

### اختراق السوق
تباطأ النمو في مجال شبكة الهواتف الخلوية وأكبر مسبب لهذا التباطأ هو تشبع السوق إذ أنه يوجد 125 هاتف لكل 100 نسمة في الدولة.
عدد الهواتف الخلوية في الدولة: 55.578 مليون هاتف بحسب إحصائية 2011.

### شبكات الهاتف المحمول
مشغلين شبكات الهواتف النقالة اعتبارا من مارس 2012 وحتى عام 2019.
| لايف سيل |

| أوكرتيليكوم |

## شركات تصنيع الهواتف المحمولة
تصنع هذه الشركتين الهواتف الجوالة في اوكرانيا
- بورتون
- إمبريشن للإلكترونيات [5]

## محطات بث الإذاعة الصوتية
ثمة 300 محطة لبث الإذاعة الصوتية في أوكرانيا بحسب إحصائية 2007، وثمة ما يعرف برابطة الإذاعة الصوتية الأوكرانية للهواة

## الإنترنت في أوكرانيا
- الرمز الدولي: ua
- عدد مستضيفات الإنترنت: 2.173 مليون مستضيف بحسب إحصائية 2012
- مستخدمين الإنترنت: 41.8 مليون مستخدم بحسب إحصائية 2013

## الجهات الحكومية المتخصصة بالتواصل اللاسلكي
- وزارة البنية التحتية في أوكرانيا (الموقع الرسمي باللغة الأوكرانية)
- الخدمة الأوكرانية للاتصالات الدولية الخاصة (الموقع الرسمي)
- اللجنة الوطنية لتنظيم القوانين الاتصالاتية والمعلوماتية للولايات في اوكرانيا (الموقع الرسمي)

## وصلات خارجية

### الاعلام الخاص بالصناعات
- واتشر: الصحيفة الالكترونية للأعمال والتسويق في أوكرانيا -باللغة الأوكرانية
- ProIT صحيفة إلكترونية لصناعة تكنولوجيا المعلومات في أوكرانيا -باللغة الروسية
- AIN صحيفة إلكترونية لصناعة تكنولوجيا المعلومات في أوكرانيا -باللغة الروسية